# I Am... Yours
I Am... Yours fue un espectáculo que la cantante y compositora estadounidense Beyoncé ofreció en Las Vegas entre julio y agosto de 2009 para presentar su tercer álbum de estudio, I Am... Sasha Fierce. Ofreció cuatro conciertos consecutivos en el Encore Teatro en Las Vegas, de un estilo similar al de MTV Unplugged.
La cantante abordó el espectáculo como "un encuentro íntimo" en el que interpretó unas treinta canciones acompañada por una orquesta y por su banda, íntegramente femenina, Suga Mama, frente a un público de unos 1.500 espectadores.
La respuesta de los críticos musicales a I Am... Yours fue muy positiva. La crítica alabó el tono íntimo y la voz de Beyonce, así como los arreglos orquestales, jazz y funk de las canciones. El éxito del espectáculo llevó a Wynn Resorts a proponer a la cantante otra serie de conciertos. En noviembre de ese mismo año se lanzó un disco doble y un DVD con la actuación del 2 de agosto de 2009.

## Antecedentes
Cuando el Entertainment Weekly anunció la gira I Am... Tour", se desveló también que la cantante ofrecería una semana de conciertos en Las Vegas. Posteriormente, se redujeron a cuatro las actuaciones de Beyonce. Según Knowles, el espectáculo iba a ser una versión acústica  o "unplugged" de sus conciertos habituales, sin la teatralidad y el exagerado vestuario de su gira anterior y acompañada por su banda, Suga Mama, y un pequeño grupo de bailarines.
En el documental, "What Happens in Vegas...", la artista explica que al afrontar la idea de una serie de conciertos en Las Vegas, su intención era mostrar un espectáculo que diera un giro de 180 grados respecto a su gira del momento. Tampoco quería el estilo típico de Las Vegas, sino eliminar lo teatral, sino demostrar que no necesitaba nada de eso: "Dame mi banda, un escenario y un poco de humo y luces..."." Knowles y su equipo de producción organizaron el espectáculo en siete días. Para los ensayos aprovecharon los controles de sonido de su gira 2009.
El concepto central era repasar la carrera discográfica de Beyonce, desde sus inicios hasta sus mayores éxitos. "Para empezar voy a salir, cantar y mostrar mis composiciones, mis arreglos, mi banda y mi amor por la música. A continuación, voy a contar mi historia. De esta manera, puedo cantar todas las canciones de éxito, las canciones que la gente quiere. Pero, es un significado más profundo [...] estas canciones significa algo más que el estribillo es pegadizo [...] es mi vida".
Dado que el espectáculo fue creado en el último momento, hubo muchos cambios respecto a la idea inicia. El programa incluía originalmente  "Ego", "At Last", "Listen", "Ring the Alarm", y "Upgrade U", canciones que se retiraron de la lista definitiva.

## Sobre el espectáculo
El espectáculo se diseñó con dos actos. Para comenzar, un narrador presentaba a Beyoncé al público. La cantante aparecía entonces desde el fondo del teatro cantando  "Hello". Después de un saludo al público, subía al escenario bailando. Una vez arriba, interpretaba "Halo" seguido de un popurrí acústico que incluía "Sweet Dreams", "Dangerously In Love 2" y "Sweet Love" (originalmente grabada por Anita Baker).
El popurrí llevaba después a "If I Were a Boy" (mezclado con "You Oughta Know") y "Scared of Lonely". En la línea de mezclar canciones de la propia Beyonce con las de otros artistas, cantó también "That's Why You're Beautiful" entrelazada con "The Beautiful Ones" (originalmente grabada por Prínce), "Satéllites" y "Resentment". El primer acto concluye con una versión jazz de "Déjà Vu".
Entre el primer acto y el segundo, tres bailarines ofrecieron una coreografía de claqué llamada "Bebop".
Knowles comienza el segundo acto de contando la historia de su carrera, desde los nueve años a su último álbum. Cita "I Wanna Be Where Are You" de Michael Jackson como una de las primeras canciones que aprendió y después continua con un popurrí de éxitos de Destiny's Child, con canciones como "No No No", "Bug a Boo", "Bills, Bills, Bills" y "Say My Name".  Después, aborda su carrera en solitario con "Work It Out" y "03 Bonnie & Clyde", que comienza su carrera en solitario. Así llega a su álbum de debut y explica cómo su compañía discográfica creía que el álbum no tenía una canción de éxito. A esto, añadió un comentario sarcástico: "creo que tenían razón..., tenía cinco". En esta sección del concierto canta "Crazy in Love" (con un guiño a "Proud Mary"), Naughty Girl" y "Get Me Bodied". Para cerrar el espectáculo, Beyonce dejó uno de sus mayores éxitos "Single Ladies (Put a Ring on It)".

## Lista de canciones
1. "Hello"
2. "Halo"
3. "Irreplaceable"
4. Medley:
  1. "Sweet Dreams" (versión acoustica)
  2. "Dangerously In Love 2"
  3. "Sweet Love"
5. "If I Were a Boy (contiene elementos de "California Love" y algunos extractos de "You Oughta Know")
6. "Scared of Lonely"
7. "That's Why You're Beautiful" (contiene extractos de "The Beautiful Ones")
8. "Satellites"
9. "Resentment"
10. Jazz Medley (contiene elementos de "It Don't Mean a Thing (If You Ain't Got That Swing)" y "Bootylicious")
11. "Déjà Vu"
12. "Bebop" (Tap Sequence)
13. "I Wanna Be Where You Are" (contiene extractos de "Welcome to Hollywood")
14. Destiny's Child Medley:
  1. "No, No, No, Part 1"
  2. "No, No, No, Part 2"
  3. "Bug a Boo"
  4. "Bills, Bills, Bills"
  5. "Say My Name"
  6. "Jumpin', Jumpin'"
  7. "Independent Women, Part 1"
  8. "Bootylicious"
  9. "Survivor"
15. "03 Bonnie & Clyde"
16. "Work It Out"
17. "Crazy in Love"
18. "Naughty girl"
19. "Get Me Bodied"
20. "Single Ladies (Put a Ring on It)" (contiene elementos de "Electric Feel")
21. "Finale" (contiene elementos de "It Don't Mean a Thing (If It Ain't Got That Swing)" y "Ornithology")

## Recepción de la crítica
En general, el espectáculo recibió buenas críticas.  Mike Weatherford de Las Vegas Review-Journal escribió: "El espectáculo rivaliza el A New Day de Celine Dion y la cantante pasa de delicado soul al alter ego guerrero y rockero de su álbum, 'I Am... Sasha Fierce'".  Sin embargo, Margaret Lyon de Entertainment Weekly tuvo una opinión menos favorable. Ella escribe, "Desearía que este espectáculo tuviera los huevos de llamarse 'I Am... Mine' y admitiese que entre las muchas cosas que admiramos de Beyoncé es que ella no es nuestra. De hecho, es lo opuesto: nosotros somos suyos".

## Emisiones y grabaciones
Un doble CD y DVD, titulado" I Am... Yours: An Intimate Performance at Wynn Las Vegas", salió a la venta en noviembre de 2009. En él se ofrece el concierto del 2 de agosto de 2009. La colección incluye el concierto completo, un vídeo detrás de las cámaras y el CD con el audio del concierto. Fue todo un éxito, colocándose como número uno de ventas en su debut en los Estados Unidos, y en el top 10 en España, Bélgica y Países Bajos. El 26 de noviembre de 2009, ABC emitió "Beyoncé: I Am... Yours " como concierto especial de Acción de Gracias. El especial incluía varias canciones del espectáculo, así como imágenes de la cantante y su equipo preparándose en el backstage. Fue un éxito, con una audiencia de casi cinco millones de espectadoroes. BET planeo después emitir todo el concierto, incluyendo canciones que no aparecieron en el especial de ABC. En el Reino UnidoI Am... Yours fue transmitido por Canal 4 la mañana de Navidad, tras un documental de una hora de duración llamado Beyoncé: For the Record.